# Dani Balinta Vujkova
Dani Balinta Vujkova: dani hrvatske knjige i riječi je književno-kulturna manifestacija bačkih Hrvata u Subotici.
Održava se od 2002. i to u organizaciji Hrvatske čitaonice, a suorganizator je Gradska knjižnica Subotica. Pokretač ove manifestacije je poznata kulturna djelatnica vojvođanskih Hrvata Katarina Čeliković.
Moto ove manifestacije je "Dani hrvatske knjige i riječi".
Temeljni cilj ove manifestacije je očuvanje narječja mjesnih Hrvata, tj. bunjevačke i šokačke ikavice.
Dobila je ime po hrvatskom književniku Balintu Vujkovu.
Na ovoj se manifestaciji održavaju brojne manje manifestacije i znanstveni skupovi, na kojima se govori o radu Balinta Vujkova, hrvatskom književnom stvarateljstvu u Podunavlju, dramskom stvarateljstvu Hrvata u Vojvodini te multimedijalne večeri i izložbe iste tematike. 

Pri analiziranju hrvatskog stvarateljstva u Vojvodini, koje se čini na ovim skupovima u sklopu Dana Balinta Vujkova, analizira se i bilježi knjige koje su objavljene na hrvatskom, ali i na inim jezicima (srpski, te prijevode na ine jezike, prije svega mađarski i engleski). Dodatni kriterij je bio da autor mora biti osoba koja se javno izjasnila kao Hrvat i da sudjeluje u hrvatskom kulturnom prostoru, čime se iz obrade izbacilo knjige Hrvata izjašnjenih isključivo kao Bunjevci, odnosno onih koji objavljuju svoja djela u okviru tzv. bunjevačkih udruga. Hrvati, koji objavljivaju na srpskom jeziku, a kao Hrvate ih se teško može definirati (jer nisu sudionicima kulturnog života Hrvata u Vojvodini), također ne ulaze u obrađivanu i evidentiranu cjelinu. Knjige, koje se tematski odnose na Hrvate u Vojvodini, analizira se i bilježi na ovim danima, bez obzira na nacionalno podrijetlo i jezik kojim su pisane.
U sklopu ove manifestacije, održava se i natjecanje u "pripovidanju pripovidaka i bajki Balinta Vujkova".
Povodom ove manifestacije se svake godine u izdanju Hrvatske čitaonice i Hrvatskog akademskog društva (edicija "Slikovnice") tiska knjiga koja sadrži ostvarenja iz bogatog Vujkovljeva sakupljačkog opusa.
Ova manifestacija je i pod skrbništvom Općine Subotica, Ministarstva vanjskih poslova i europskih integracija Republike Hrvatske te Pokrajinskog tajništva za obrazovanje i kulturu.
Od 2008. se u sklopu Dana Balinta Vujkova održava i Mini sajam hrvatskih izdavača. 2008. je ustanovljena i nagrada za životno djelo na području književnosti. Prvi dobitnik je Lazar Merković.
Od 2012. godine na ovoj će se manifestaciji dodjeljivati književna nagrada Zavoda za kulturu vojvođanskih Hrvata nagrada Emerik Pavić.
U sklopu 19. Dana Balinta Vujkova održava se 2. listopada 2020. međunarodni stručni skup/webinar knjižničara „Čitanjem do uključenosti” putem platforme Zoom. Suorganizatori su Zagrebačko knjižničarsko društvo, Gradska knjižnica Subotica-službena prezentacija, Hrvatska čitaonica i Zavod za kulturu vojvođanskih Hrvata. U programu je još bio stručni skup za prosvjetne djelatnike Organizacija rada tijekom izvanrednog stanja u odgojno-obrazovnim i obrazovno-odgojnim ustanovama, program za učenike Narodna književnost u školi – u spomen na Balinta Vujkova, predstavljanje četvrte Izabranih djela Balinta Vujkova, Književni salon posvećen časopisu za književnost i umjetnost Nova riječ i književnoj produkciji pod nazivom Od Dana do Dana te multimedijalna večer na kojoj su podijeljene nagrade. Dio programa održan je u prostorijama Etno-salaša Balažević u Tavankutu.

## Vanjske poveznice
- Članak u "Zvoniku" Pripovidamo pripovitke i bajke Balinta Vujkova”
- Hrvatska riječ[neaktivna poveznica] 2. Dani Balinta Vujkova, 27. i 28. studenog 2003.
- Radio-Subotica  Arhivirana inačica izvorne stranice od 19. listopada 2007. (Wayback Machine) 6. Dani Balinta Vujkova, 11. – 13. listopada 2007.
- Radio-Subotica  Arhivirana inačica izvorne stranice od 12. listopada 2007. (Wayback Machine) Predstavljene dramatizirane narodne pripovijetke Balinta Vujkova
- Subotica.info  Arhivirana inačica izvorne stranice od 25. studenoga 2007. (Wayback Machine) Dani Balinta Vujkova, 13. listopada 2007.